# Петер Флінтсе
Петер Флінтсе (дан. Peter Flintsø; нар. 29 березня 1968) — колишній данський тенісист.
Найвищу одиночну позицію світового рейтингу — 493 місце досяг 6 червня 1988, парну — 151 місце — 7 серпня 1989 року.

## Фінали ATP Челленджер

### Парний розряд: 4 (0–4)
| Результат | Ранг | Дата     | Турнір                 | Покриття | Партнер           | Суперники                      | Рахунок  |
| --------- | ---- | -------- | ---------------------- | -------- | ----------------- | ------------------------------ | -------- |
| Поразка   | 1.   | Вер 1988 | Будапешт, Угорщина     | Ґрунт    | Петер Бастіансен  | Деніс Ланґаскенс Едуардо Массо | 4–6, 5–7 |
| Поразка   | 2.   | Жов 1988 | Cherbourg, Франція     | Тверде   | Петер Бастіансен  | Ян Апелль Петер Нюборґ         | 2–6, 2–6 |
| Поразка   | 3.   | Лис 1988 | Копенгаген, Данія      | Килим    | Петер Бастіансен  | Гілад Блюм Войцех Ковальський  | 6–7, 5–7 |
| Поразка   | 4.   | Сер 1989 | Куала-Лумпур, Малайзія | Тверде   | Мортен Крістенсен | Зішан Алі Стів Гай             | 4–6, 4–6 |